# Священная лига (1594)
Священная лига (1594) или Священная лига папы Климента VIII — союз, основанный папой Климентем VIII в 1594 году.
Созданная в ходе так называемой долгой войны с Османской империей цель проектируемой коалиции была весьма амбициозной — изгнать турок из Европы.
Единственное, чего достигает эта священная лига — подчинение действий для противодействия османам. Непопадание в лигу ведущих европейских стран – огромное разочарование для Святого Престола. Официальным главой лиги является император Рудольф II. Однако восседающий на польском престоле шведский король Сигизмунд III отказался присоединиться. Испанский король Филипп II также отказался, даже потому, что Климент VIII был избран на понтификат его противостоящим лагерем. Самое большое разочарование пришло из Москвы, где Александр Комулей полностью провалился, тем более что в то время была объявлена Брестская уния.
В конце концов, единственным прорывом этой священной лиги стало привлечение Михая Храброго, бывшего протеже Махаила Шентаноглу и находившегося в ожесточенной оппозиции венецианскому влиянию в Константинополе через Валиде Султана. Венецианская республика также строилась отдельно от этой священной лиги, так как пользовалась огромным влиянием в Константинополе в то время, когда возник так называемый «женский султанат».
Однако казаки вступили в Священную лигу. Отголосками этой священной лиги являются Первое Тырновское восстание и Смутное время.